# Брестовик (Пећ)
Брестовик (алб. Brestovik) је насељено место у општини Пећ, на Косову и Метохији. Према попису становништва из 2011. у насељу је живело 1.718 становника.

## Положај
Смештено је у подножју врхова Шестар и Асанов врх, на Проклетијама, на око шест километра до Пећи

## Историја
До 1999. године село је било богато и развијено. Бројало је око 700 становника у више од 100 домаћинстава. 1999. године, заједно са већином српских села у Метохији, уништен је до темеља и сравњен у пожару. Само је једна кућа, пуким случајем остала ван домашаја ватре. Мештани су протерани, стока, бројне машине и покретна имовина су опљачкани.
До средине 2004. године Брестовик је био без житеља. Тада је започет повратак расељених Срба и данас овде живи 50-60 сталних житеља.

## Становништво
Према попису из 2011. године, Брестовик има следећи етнички састав становништва:
| Националност   | 2011.          |
| Албанци        | 1.248 (72,64%) |
| Бошњаци        | 178 (10,36%)   |
| Роми           | 125 (7,27%)    |
| Египћани       | 94 (5,47%)     |
| Срби           | 36 (2,09%)     |
| Ашкалије       | 22 (1,28%)     |
| Горанци        | 6 (0,34%)      |
| Турци          | 5 (0,29%)      |
| остали и друго | 4 (0,26%)      |
| Укупно         | 1.718          |

| Демографија | Демографија | Демографија |
| Година      | Становника  | Становника  |
| ----------- | ----------- | ----------- |
| 1948.       | 297         |             |
| 1953.       | 343         |             |
| 1961.       | 418         |             |
| 1971.       | 513         |             |
| 1981.       | 966         |             |
| 1991.       | 1.048       |             |
| 2011.       | 1.718       |             |